# Gordon Marron
Gordon Marron (1943) is een Amerikaans violist, pianist en componist. Zijn gebruik van de ringmodulatie in de band The United States of America beïnvloedde latere artiesten in de psychedelische rockmuziek.

## Biografie
Marron is als violist klassiek geschoold en specialiseerde zich aan het begin van zijn loopbaan in avant-gardemuziek van de componist Morton Feldman. Van 1964 tot 1966 speelde hij in The New Music Workshop of Los Angeles die onder leiding stond van Joseph Byrd.
In 1967 sloot hij zich aan bij The United States of America. Hier speelde hij op een elektrische viool en experimenteerde hij met een octaafverdeler (octaver), een noviteit in die tijd waarmee tonen een octaaf verhoogd kunnen worden. Verder experimenteerde hij met ringmodulatie, ofwel een primitieve synthesizer. Zijn gebruik van de ringmodulatie ligt aan de basis van andere psychedelische muziek, waaronder de krautrocksound die vooral in Duitsland vertegenwoordigers kende, zoals Tangerine Dream.
Marron ging hierna verder als sessiemuzikant en speelde onder meer mee op werk van Van Dyke Parks, jazzzangeres Diane Schuur en een groot aantal meer.
Verder componeerde hij filmmuziek met Reid Reilich en werk voor andere muzikanten. Zo was hij onder meer medecomponist voor The love in your eyes (1971) van Vic Dana en A clown never cries (1971) van John Davidson. Deze twee nummers kwamen in 1974 terug op de Amerikaanse elpee Love in your eyes van de Nederlandse band The Cats.
Marron werkt tegenwoordig als violist, pianist en componist vanaf het eiland Hawaï.
- Virtual International Authority File: 5040151247996744270004